# Jean Auel
Jean Marie Untinen Auel (n. 18 februarie 1936, Chicago, Illinois, SUA) este o scriitoare americană, care a creat o seria de șase romane, în care personajele principale sunt Ayla, Giondalar, Tonolon, oameni preistorici din epoca glaciară. Personajele descoperă relațiile cu alți oameni și triburi și, cel mai important, descoperă ce înseamnă să fii om.

## SeriaEarth's Children
Seria Earth's Children (Copiii Pământului) este o serie de romane epice  de ficțiune istorică (sau mai precis, ficțiune preistorică) scrise de Jean M. Auel, care se desfășoară cu circa 30.000 de ani înainte de ziua de azi. Există șase romane în serie
1. The Clan of the Cave Bear, 1980
2. The Valley of Horses, 1982
3. The Mammoth Hunters, 1985
4. The Plains of Passage, 1990
5. The Shelters of Stone, 2002
6. The Land of Painted Caves, 2011

## Legături externe
- O autoare cu 45 de milioane de cărți vândute, 19 apr 2011, Daniel Nicolescu, Ziarul financiar